# ベン・ファネル
ベン・ファネル（Ben Funnell）ことベンジャミン・カムデン・ジョン・ファネル（Benjamin Camden John Funnell、1990年6月6日 - ）は、ニュージーランド・パーマストンノース出身のラグビーユニオン選手。NPC・カンタベリーに所属。ポジションはフッカー。

## プロフィール
- ニュージーランド・クライストチャーチ出身。
- ポジションはフッカー(HO)。
- 身長 181cm、体重 105kg
- ニックネームはMeat、Truck。
- いとこのサム・ホワイトロックもラグビー選手[1]。

## 略歴
オールドボーイズ高校、カンタベリー、クルセイダーズを経て、2019年、リコーブラックラムズ(現・リコーブラックラムズ東京)に加入。
2020年1月25日にジャパンラグビートップリーグ第3節ヤマハ発動機ジュビロ戦に途中出場で日本での公式戦初出場を果たす。